# Wasserschloss Reelkirchen

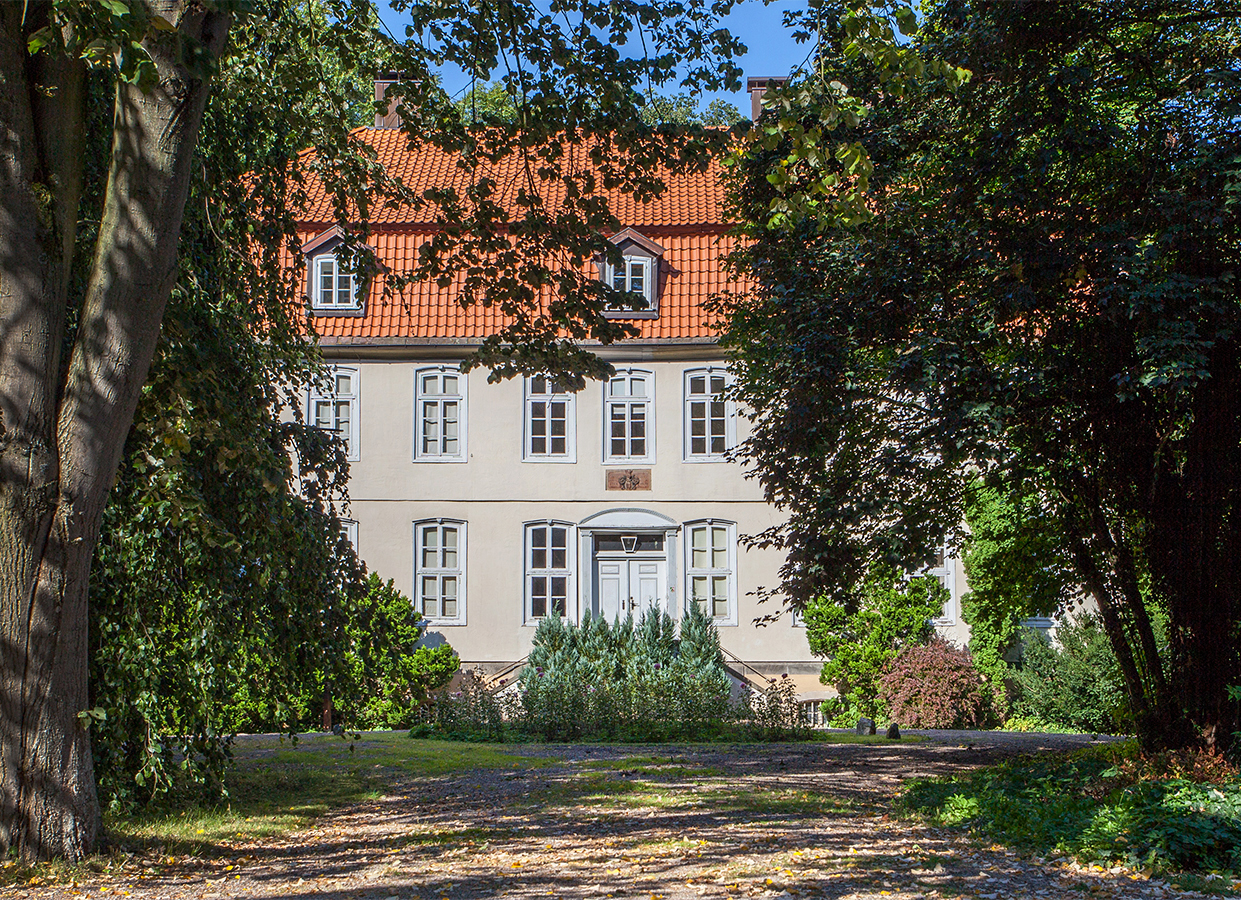
Wasserschloss Reelkirchen

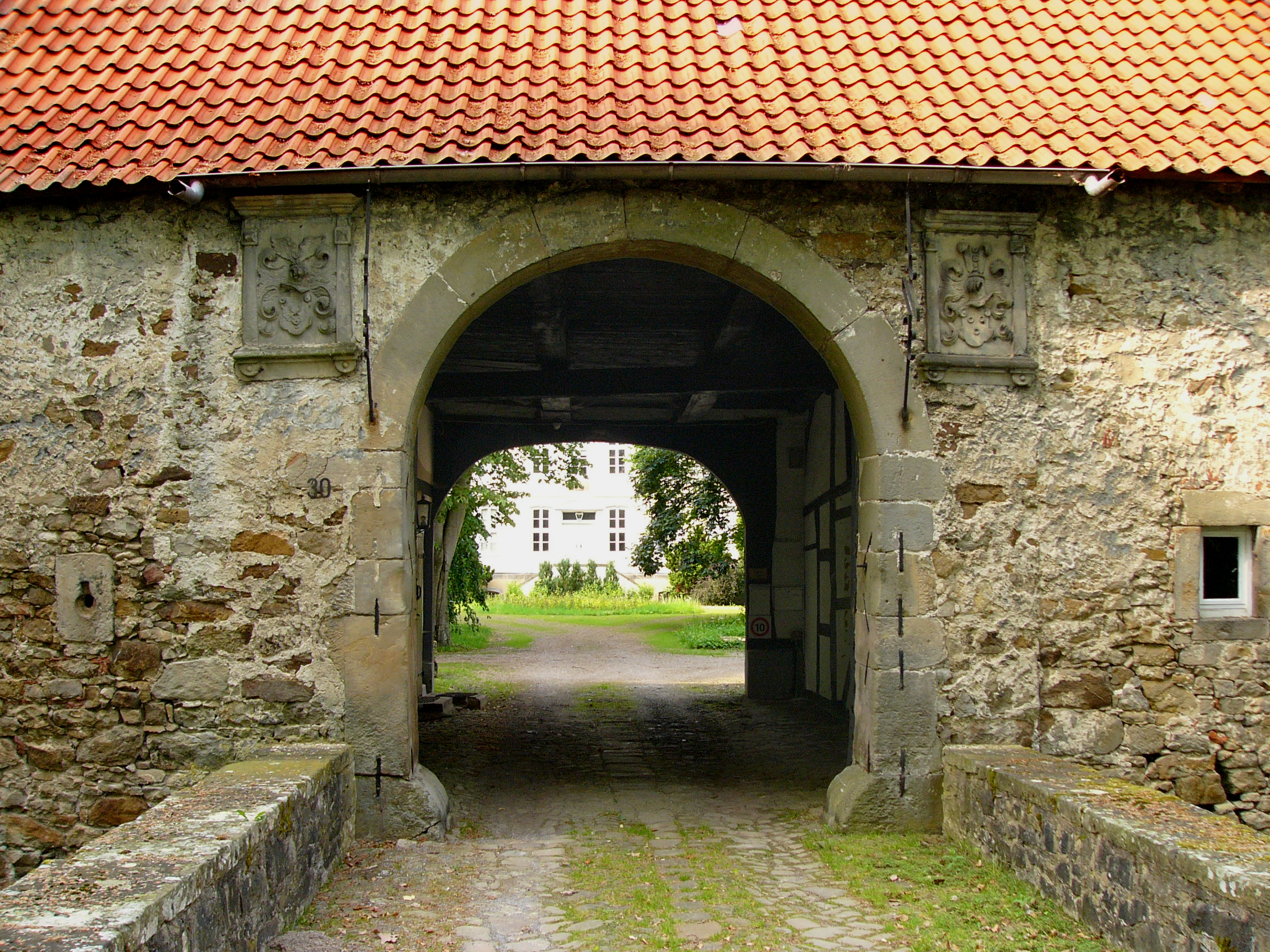
Einfahrt zum Schloss

Das Wasserschloss Reelkirchen ist ein denkmalgeschütztes Profangebäude in Reelkirchen, einer Ortschaft von Blomberg im Kreis Lippe (Nordrhein-Westfalen).

## Geschichte und Architektur
Die umgräftete Anlage an der Straße nach Blomberg wurde in der Mitte des 16. Jahrhunderts von Hermann VIII. von Mengersen gegründet. Ihm gehörte seit 1523 das Dorf und die Meierei als Lehen der Paderborner Bischöfe.
Der gestreckte Bau der Vorburg stammt im Kern von 1600, er wurde um 1774 umgebaut. Er wurde feldseitig aus Bruchstein gebaut,  und es wurden schießschartenähnliche Öffnungen eingelassen. Hofseitig wurde in Fachwerk gebaut, dabei wurde der Balken einer Scheune mit der Inschrift 1550 wiederverwendet. An der Seite der zentralen, rundbogigen Durchfahrt aus Werkstein befindet sich ein Wappen von Hermann XIII. von Mengersen und von Agnes Freytag. Die steinerne Gräftenbrücke wurde 1798 gebaut. Das Gärtnerhaus, ein kleiner Fachwerkbau, ist wohl vom 18. Jahrhundert.
Das heutige Herrenhaus wurde 1755 als Fachwerkhaus mit Mansarddach und einem massiven Sockelgeschoss errichtet und nachträglich verputzt. Der zentrale Eingang ist ebenso wie die symmetrisch angeordneten Fenster mit einem Segmentbogen gerahmt. Die dreiläufige Treppe in der Diele ist am Antrittspfosten mit Voluten sowie Blumen- und Rankenschnitzereien geschmückt. Im sogenannten Tapetenzimmer wurden 1810 Grisailletapeten aus Frankreich mit drei venezianischen Szenen angebracht.
Die gesamte Anlage wurde 1935 und von 1967 bis 1975 umfangreich renoviert.